# Danlí
Danlí ist eine Stadt und eine Gemeinde in Honduras. Sie befindet sich im Departamento El Paraíso. 2013 lebten in der Stadt 64.976 Einwohner und die Gemeinde hatte eine Einwohnerzahl von 195.916. Danlí ist damit die viertbevölkerungsreichste Gemeinde in Honduras, liegt etwa 92 Kilometer südöstlich von Tegucigalpa und ist bekannt für die Produktion von Zigarren und Mais. Die Stadt befindet sich auf einer Höhe von 814 Metern über dem Meeresspiegel.

## Wirtschaft
Danlí lebt hauptsächlich von der Landwirtschaft, da es große und fruchtbare Täler hat, in denen Grundgetreide und Gemüse angebaut werden. Viehzucht, Handel, Produktion und in kleinerem Umfang auch Tourismus sind weitere Einkommensquellen der Bewohner.

## Religion
Die Stadt bildet den Hauptsitz des Bistums Danlí.

## Gefängnis
2016 kam das Gefängnis von Danlí in der Fernsehserie Die härtesten Gefängnisse der Welt vor. Es gilt als überbelegt und äußerst gefährlich. Das Gefängnis wird von den Insassen selbst geführt und verwaltet.

## Persönlichkeiten
- Oswaldo López Arellano (1921–2010), Politiker
- Alfonso Lovo Cordero (1927–2018), Politiker